# Dačice
Dačice (tjekkisk udtale: [ˈdatʃɪtsɛ] ; tysk: Datschitz) er en by i distriktet Jindřichův Hradec i regionen Sydbøhmen i Tjekkiet  med omkring 7.200 indbyggere. Den historiske bymidte er velbevaret og er beskyttet ved lov som en urban monumentzone.
Byen er kendt som hjemsted for sukkerknalden, der blev opfundet her i 1843 af Jakob Christof Rad (en).
Dačice består af bydelene  Dačice I–V og landsbyerne Bílkov, Borek, Chlumec, Dolní Němčice, Hostkovice, Hradišťko, Lipolec, Malý Pěčín, Prostřední Vydří, Toužín og Velký Pěčín. Prostřední Vydří udgør en eksklave af det kommunale område.

## Geografi
Dačice ligger omkring 31 km  øst for Jindřichův Hradec og 36 km  syd for Jihlava. På trods af administrativt at være en del af regionen sydbøhmen, ligger byen i det historiske land Mæhren. Den ligger i Křižanov højlandet. Det højeste punkt er bakken Plec på 608 m over havets overflade. Byen ligger ved floden  Moravian Thaya. Dens biflod er Rybniční-strømmen, som forsyner en lang række damme inden for kommunens område.

## Historie
Den første skriftlige omtale af Dačice er fra 1183, hvor det var en bosættelse på kryds og tværs af to handelsruter. I 1377 blev Dačice forfremmet til en by.
Efter Dačice blev erhvervet af familien Krajíř fra Krajek i 1459,  oplevede byen en rivende udvikling. I det 16. århundrede inviterede Krajíř italienske arkitekter til byen og forvandlede den enkle gotiske by til en renæssanceby. Det nye rådhus, to slotte, nyt kvarter omkring slottet og kirkens tårn blev bygget. I 1660 opførtes et franciskanerkloster, og i 1672-1677, da barokkirken Sankt Antonius af Padua blev bygget ved siden af klostret.
Dačice led af en pest i 1680, og af omfattende brand og flere mindre brande, som forårsagede ødelæggelse af renæssance- og barok- udseendet af byen. I det 19. århundrede blev byen industrialiseret. I 1833 blev det første sukkerraffinaderi i Mähren grundlagt. I 1902 blev byen forbundet med Telč og Slavonice med jernbane.
Indtil 1918 var Datschitz – Dačice en del af Østrig-Ungarn i distriktet med samme navn, en af de 34 Bezirkshauptmannschaften i Mähren.